# Wakefield Westgate
Wakefield Westgate – stacja kolejowa w mieście Wakefield w hrabstwie West Yorkshire na liniach kolejowych Cross Country Route i East Coast. 

## Ruch pasażerski
Ze stacji korzysta ok. 1 760 000 pasażerów rocznie i ma tendencję spadkową (dane za rok 2007). Posiada bezpośrednie połączenia z Yorkiem, Sheffield, Doncaster, Exeterem, Leeds, Aberdeen, Londynem, Penzance, Bristolem, Edynburgiem. Pociągi odjeżdżają ze stacji w każdym kierunku odstępach co najwyżej półgodzinnych w każdą stronę.

## Obsługa pasażerów
Automat biletowy, kasy biletowe, bramka biletowa, przystanek autobusowy, poczekalnia I i II klasy postój taksówek, kiosk, bufet. Stacja dysponuje parkingiem samochodowym na 475 miejsc i rowerowym na 20 miejsc.